# How Soon Is Now?
«How Soon Is Now?» (en españolː "¿Qué tan pronto es ahora?") es una canción del grupo británico The Smiths compuesta por Morrissey y Johnny Marr. Sacada primero como cara B, fue incluida en su álbum recopilatorio de 1984 Hatful of Hollow y editada como cara A de un disco sencillo en febrero de 1985, llegando al puesto 24 en las listas británicas.
El jefe de Sire Records Seymour Stein la llegó a llamar la Stairway to Heaven de los ochenta, mientras que el coescritor de la canción Johnny Marr la describió como "probablemente nuestra canción más duradera. Es la favorita de la mayoría la gente, creo". A pesar de su lugar predilecto en el repertorio de los Smiths, no es, sin embargo, considerada una canción representativa del estilo de la banda.
Originariamente fue cara B junto a "Please, Please, Please Let Me Get What I Want" en la edición 12 pulgadas del sencillo William, It Was Really Nothing en 1984. Poco más tarde la canción fue incluida en el álbum recopilatorio Hatful of Hollow y en las ediciones de Meat Is Murder de los países anglosajones.
Aunque es una de las favoritas de sus seguidores, "How Soon Is Now" nunca obtuvo una posición tan alta en las listas como Morrissey y Marr habían imaginado. La mayoría de los críticos explican este hecho debido a que la canción ya había sido editada en vinilo en varias ocasiones antes de ser sacada como un sencillo. De acuerdo con el productor John Porter "Todo el mundo sabía que los fans de los Smiths ya la tenían". La canción original dura siete minutos, sin embargo, el sencillo de vinilo acotó la duración por debajo de los cuatro minutos. La versión completa se suele usar en compilaciones. La canción fue el tema principal de la famosa serie Charmed.

## Portada
La portada del sencillo es una imagen del actor británico Sean Barrett orando en la película de 1958 Dunkirk. La portada fue censurada en Estados Unidos porque se consideró que la imagen podía llevar a equívoco dado que parecía que en vez de orar Barret se tocaba la entrepierna. Por ello en la edición norteamericana se utilizó una fotografía del grupo en los camerinos del Festival de Glastonbury en 1984.

## Video musical
Se realizó un video de la canción utilizando la versión del sencillo de 7". En el video se observan diferentes cortes que muestran a la banda tocando en vivo (incluyendo una parte en la que Johnny Marr enseña a Morrissey a tocar la guitarra), zonas industriales de la ciudad e incluso una chica bailando. El video no fue autorizado por la banda, la cual lo criticó duramente. Morrissey al ver el video afirmó que le parecía degradante para el grupo".

## En directo
"How Soon Is Now?" ha sido siempre considerada como una canción difícil de tocar en directo, por ello las versiones de la misma son raras. Morrissey utilizó una versión de la canción para abrir su álbum en vivo Live at Earl's Court. Otra fue grabada por el grupo para su disco en directo Rank pero nunca fue utilizada.

## Listado de canciones
| 7" RT176 |                              |          |  |
| N.º      | Título                       | Duración |  |
| 1.       | «How Soon Is Now?» (editado) | 3:53     |  |
| 2.       | «Well I Wonder»              | 4:00     |  |

- en la edición original

| 12" RTT176 |                    |          |  |
| N.º        | Título             | Duración |  |
| 1.         | «How Soon Is Now?» | 6:43     |  |
| 2.         | «Well I Wonder»    | 4:00     |  |
| 3.         | «Oscillate Wildly» | 3:24     |  |

## Versiones
Esta canción ha sido versionada por diferentes artistas, como el grupo de post hardcore Quicksand en 1993; la banda post-grunge Everclear; la banda de heavy metal Paradise Lost; el grupo Love Spit Love, formado por ex componentes de The Psychedelic Furs (versión que apareció en la película The Craft (Jóvenes brujas) en 1996 y que fue utilizada como canción de apertura en la serie Charmed de 1998 a 2006);  la banda de rock industrial Snake River Conspiracy en el año 2000 y el dúo ruso t.A.T.u en el año 2002. Esta última versión fue el quinto y último sencillo del disco 200 Km/h In The Wrong Lane, y su videoclip contiene imágenes de las chicas rusas en conciertos y grabaciones en estudio, así como de otras sesiones fotográficas y momentos íntimos de las mismas. Esta canción fue interpretada por el grupo t.A.T.u. para abrir el CD tributo a The Smiths.